# Tarbja
Tarbja är en ort i Estland. Den ligger i Paide kommun och landskapet Järvamaa, i den centrala delen av landet, 70 km sydost om huvudstaden Tallinn. Tarbja ligger 71 meter över havet och antalet invånare är 355.
Terrängen runt Tarbja är mycket platt. Runt Tarbja är det mycket glesbefolkat, med 5 invånare per kvadratkilometer. Närmaste större samhälle är Paide, 5,2 km söder om Tarbja. I omgivningarna runt Tarbja växer i huvudsak blandskog.